# Bédée
Bédée (bretonska: Bezeg) är en kommun i departementet Ille-et-Vilaine i regionen Bretagne i nordvästra Frankrike. Kommunen ligger i kantonen Montfort-sur-Meu som tillhör arrondissementet Rennes. År 2022 hade Bédée 4 571 invånare.

## Befolkningsutveckling
Antalet invånare i kommunen Bédée
Referens:INSEE